# Tillandsia pedicellata
Tillandsia pedicellata là một loài thuộc chi Tillandsia. Đây là loài bản địa của Bolivia.